# Marit Kapla
 Anna Marit Ulfsdotter Kapla, född 4 september 1970 i Osebol i Torsby kommun, är en svensk kulturjournalist och författare. Hon har arbetat på Filmkrönikan i SVT och Nöjesguiden. Hon var 2007–2014 konstnärlig ledare för Göteborg Film Festival. 2009 var hon en av fem medlemmar i juryn för sektionen Un certain regard vid filmfestivalen i Cannes. 2019 tilldelades hon Augustpriset i den skönlitterära klassen för sin debutbok Osebol.
Kapla har en dotter och är bosatt i Göteborg.

## Författarskap
Kapla publicerade 2019 Osebol, en bok på drygt 800 sidor med intervjuer av 42 vuxna invånare som bor i Osebol i norra Värmland. Hon genomförde sina intervjuer över en kopp kaffe i varje kök och transkriberade sedan det hela – det vill säga skrev ner intervjupersonens egna ord. I boken presenteras varje person med namn och ålder och får framföra sin berättelse i form av ett destillat av intervjun. Formatet får ett lyriskt uttryck och boken klassas som såväl poesi som ett exempel på en historisk intervju. De intervjuade personerna är i åldrarna 18 till 92 år.
Tidens gång med skogsarbete och flottning som försvunnit, fabriker, fritidsanläggningar och skolor som lagts ner speglas i berättelserna. Såväl inflyttare med bakgrund från andra länder, storstadsbor som sökt landsbygdens stillhet som invånare sedan flera generationer vittnar om relationers betydelse, glädje och vemod. Ungdomar ger uttryck för längtan efter att bo kvar som hindras av avstånden till skolorna och bristen på arbetstillfällen. Syftet med boken enligt författaren är inte politiskt utan snarare existentiellt, att helt enkelt bevara ett dokument över en by och dess invånare.
Osebol mottogs med positiva recensioner och man har jämfört den med Edgar Lee Masters Spoon River, Stig Sjödins Sotfragment, Svetlana Aleksijevitjs reportageböcker, Linnea Axelssons Ædnan och David Väyrynens Marken.
Marit Kapla tilldelades Augustpriset 2019 för Årets svenska skönlitterära bok för Osebol. I oktober 2019 tilldelades hon Publicistklubbens pris Guldpennan. I mars 2020 mottog hon Borås Tidnings debutantpris. 
Kärlek på svenska bygger på intervjuer gjorda av filmaren Staffan Julén under arbetet med en dokumentärfilm med samma titel som boken. Ett trettiotal personer i olika åldrar från hela landet har fått tala fritt över ämnet "kärlek". Genom tidpunkten för projektet avspeglas också konsekvenserna av den pågående coronapandemin.  Författaren kallar verket för "en lyrisk dokumentär". 

## Utmärkelser
- 2019 – Guldpennan, av Publicistklubben[15]
- 2019 – Augustpriset [14]
- 2019 – Studieförbundet Vuxenskolans författarpris[20]
- 2020 – Borås Tidnings debutantpris [16]
- 2021 – Göran Palm-stipendiet[21]